# Pozemní síly Čínské lidové osvobozenecké armády
Pozemní síly Čínské lidové osvobozenecké armády (čínsky v českém přepisu Čung-kuo Žen-min Ťie-fang-ťün Lu-ťün, pchin-jinem Zhōngguó Rénmín Jiěfàngjūn Lùjūn, znaky zjednodušené 中国人民解放军陆军) tvoří pozemní vojsko Čínské lidové osvobozenecké armády a jsou nejpočetnější a nejstarší složkou celých čínských ozbrojených sil.
Za datum vzniku Pozemních sil ČLOA lze považovat již rok 1927, nicméně oficiálně byly založeny až roku 1948.

## Struktura
Od konce dubna 2017 je v Číně 13 "armádních skupin" o velikosti sboru rozdělených do pěti válčišť - východního, jižního, severního, západního a centrálního.

Od roku 2011 se v rámci válčišť divize zmenšují na brigády - obrněné, mechanizované, dělostřelecké, protiletadlové, ženijní a logistické. 

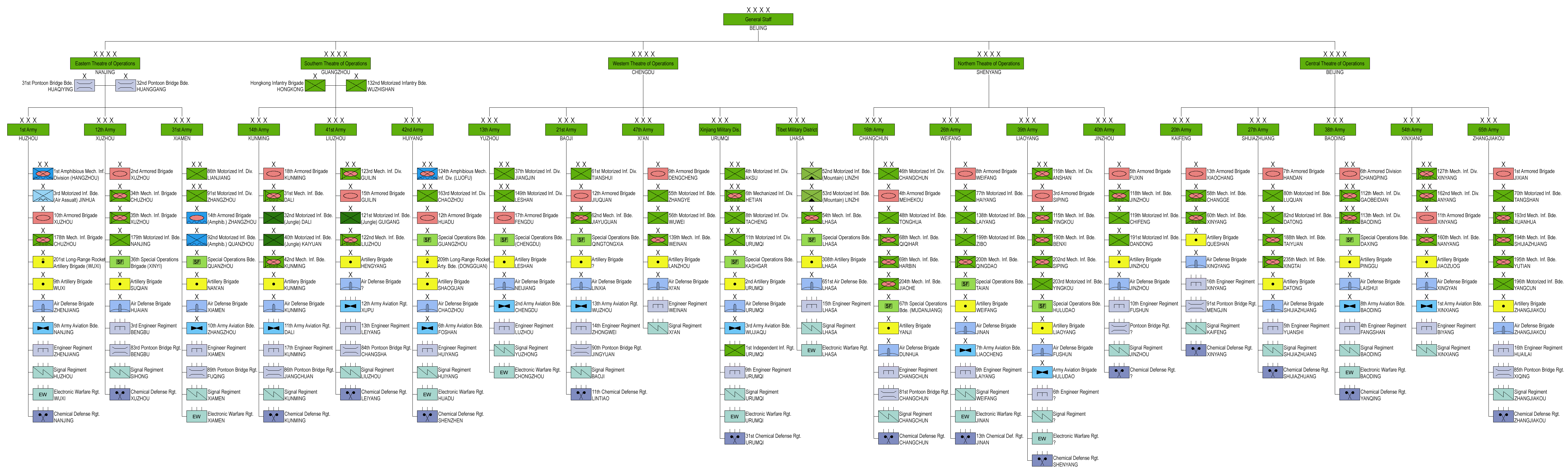
Organizace pozemních sil ČLOA před dubnem 2017

## Technika a výzbroj
| Typ                      | Aktivní |
| ------------------------ | ------- |
| Hlavní bojové tanky      | 7 950   |
| Lehké tanky              | 1 200   |
| Bojová vozidla pěchoty   | 1 490   |
| Obrněné transportéry     | 3 298   |
| Tažené dělostřelectvo    | 6 246   |
| Samohybné dělostřelectvo | 710     |
| Raketové dělostřelectvo  | 1 770   |
| PLRK                     | 1 531   |

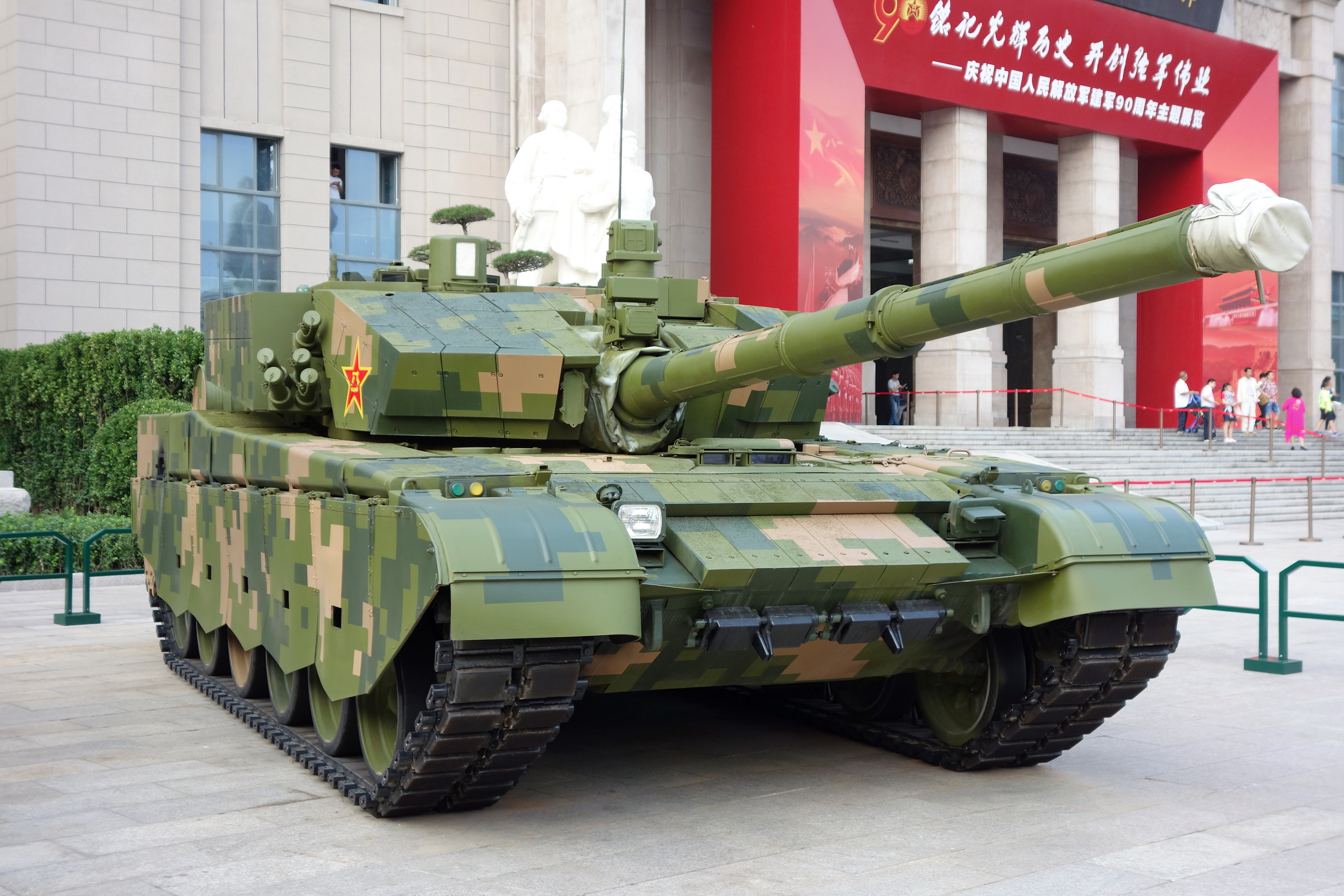
Hlavní bojový tank Typ 99A
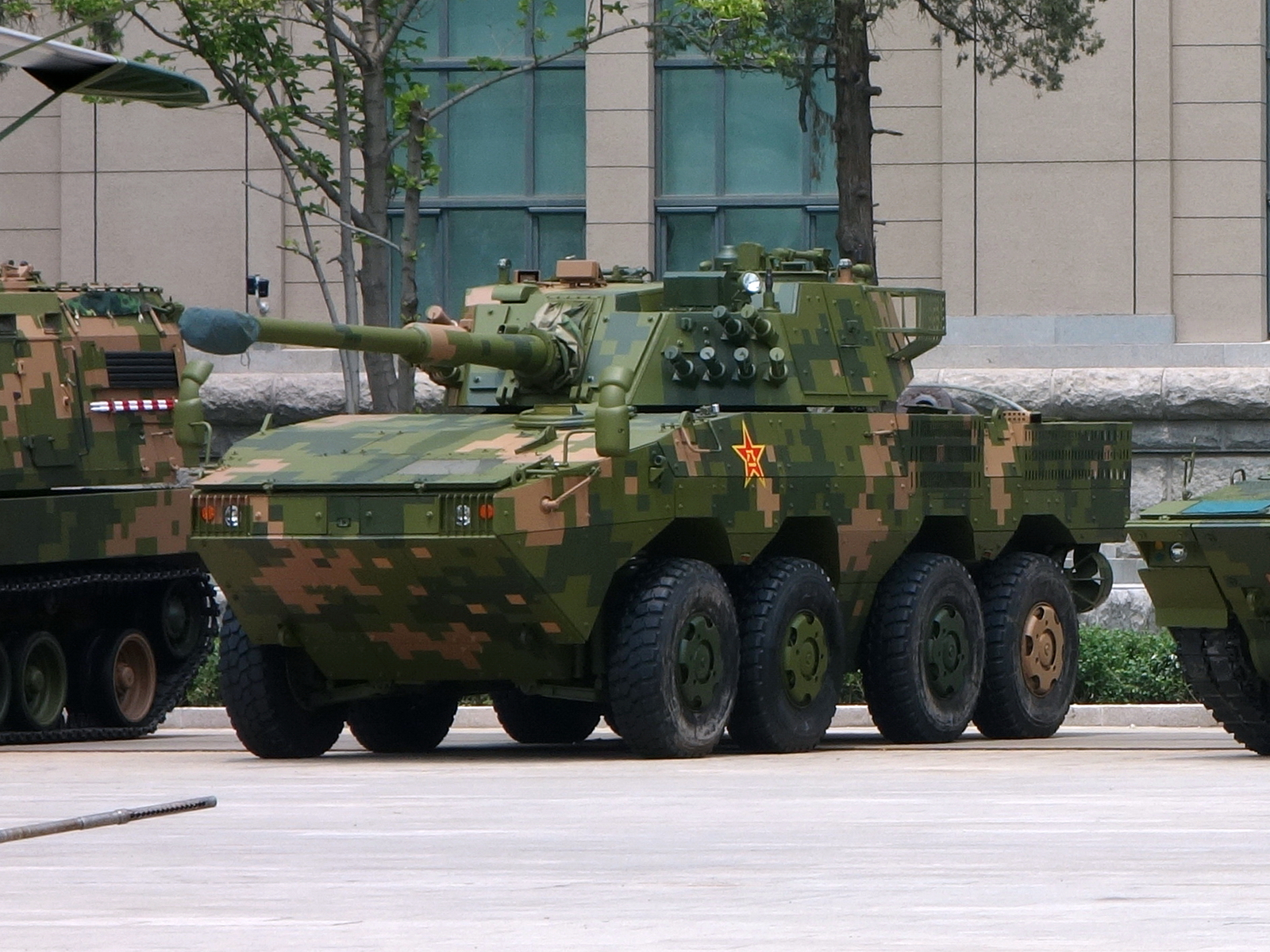
Samohybné dělo Typ 11
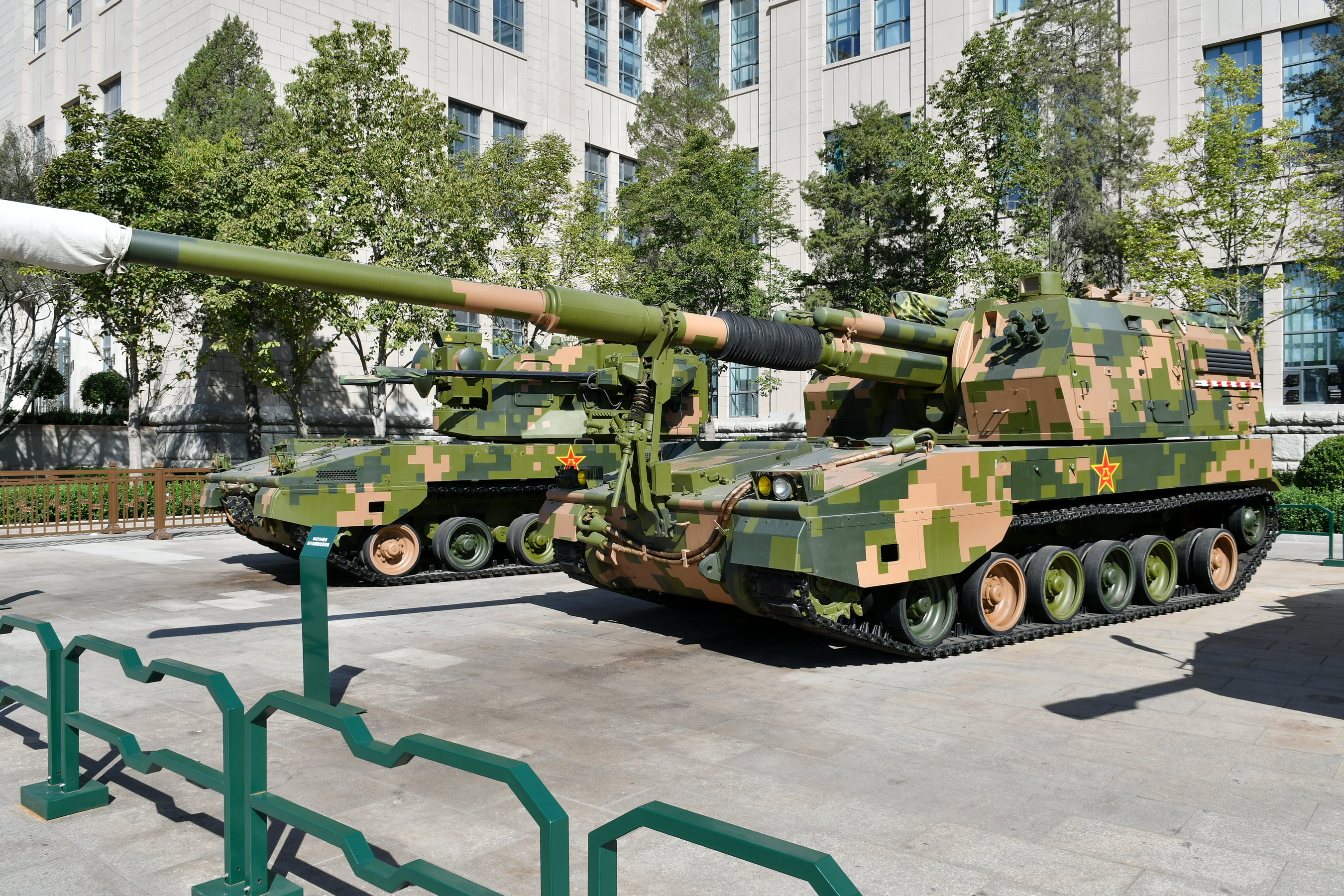
Samohybná houfnice PLZ-05
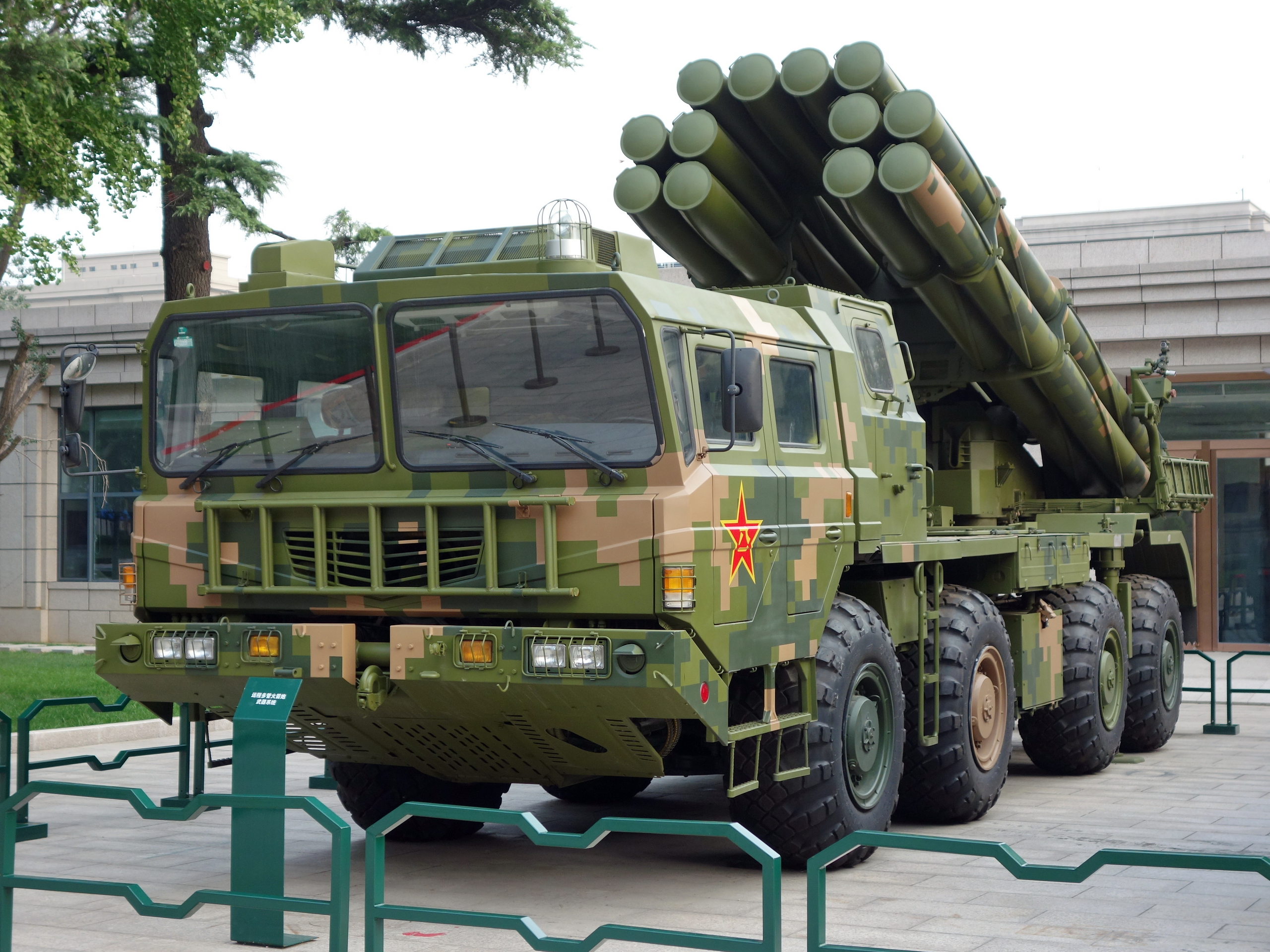
Raketomet PHL-03
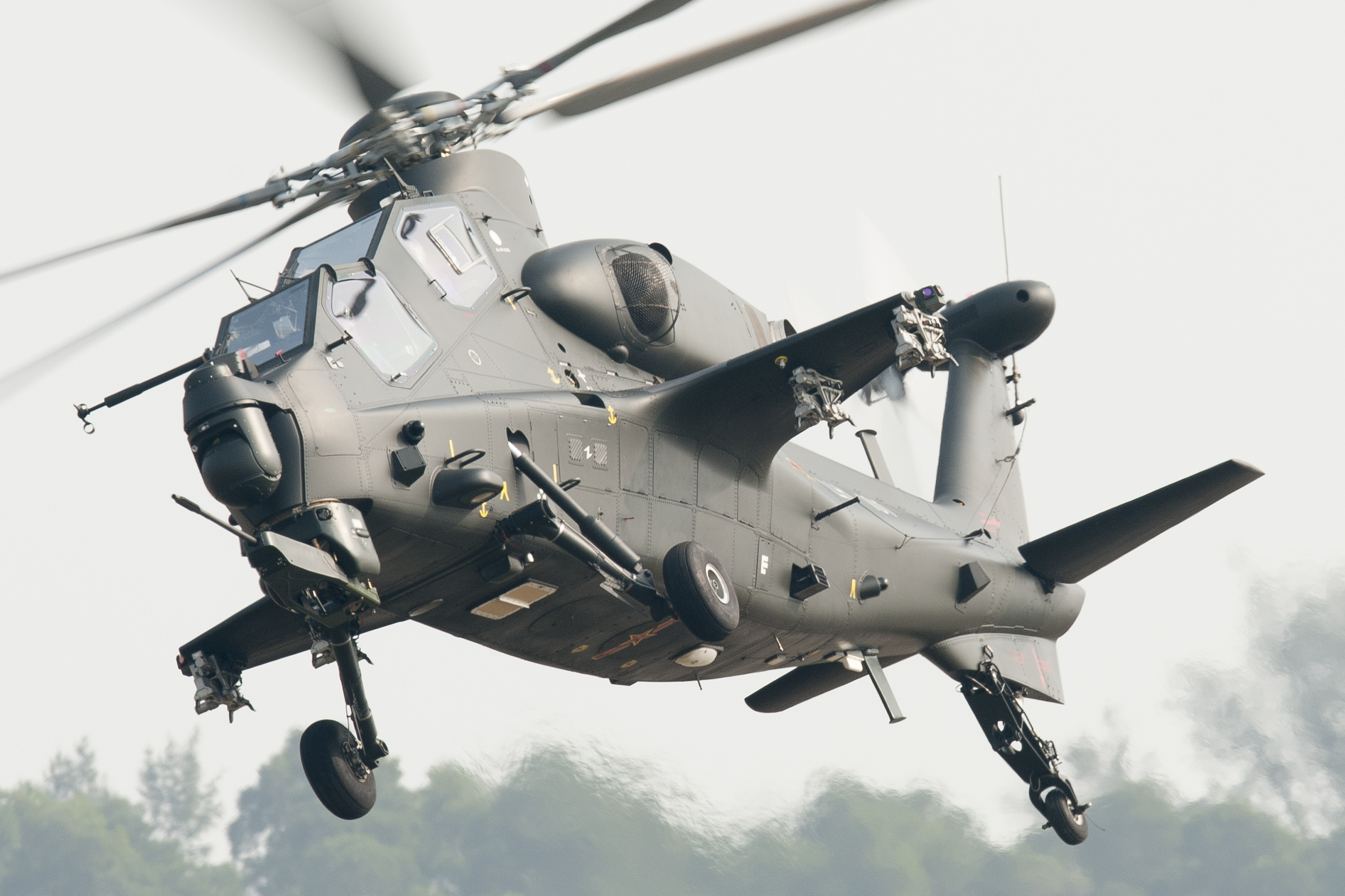
CAIC Z-10
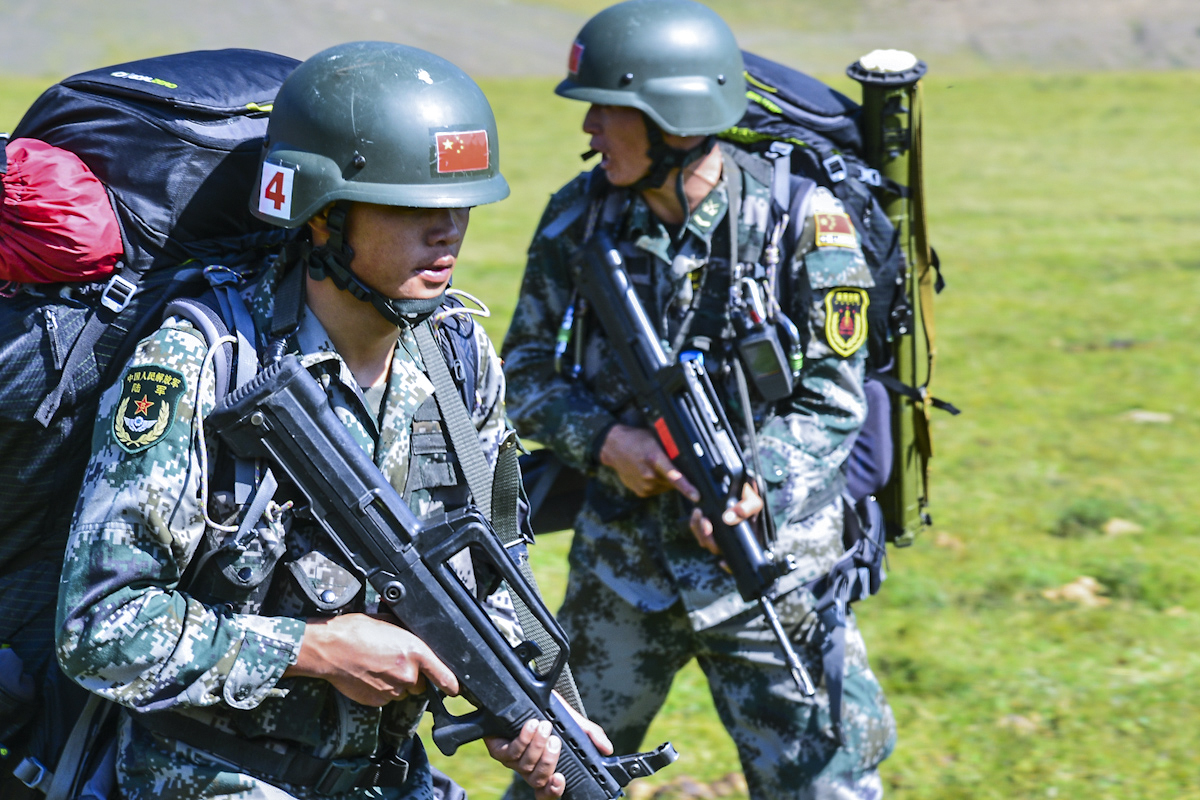
Vojáci s útočnými puškami QBZ-95